# Сафоново (Омская область)
Сафоново — деревня в Колосовском районе Омской области. Входит в состав Ламановского сельского поселения.

## История
Основана в 1676 г. В 1928 году состояла из 127 хозяйств, основное население — русские. Центр Софоновского сельсовета Нижне-Колосовского района Тарского округа Сибирского края.

## Население
| 1926 | 2010 |
| ---- | ---- |
| 616  | ↘106 |